# David Sherlock
David Sherlock (...) è uno scrittore e sceneggiatore inglese, famoso anche per essere stato per ventiquattro anni il compagno dell'attore comico Graham Chapman, il quale lo incontrò a Ibiza nel 1966. I due furono aperti sostenitori dei diritti gay dichiarando la loro omosessualità.

## Biografia
David Sherlock fu l'ispirazione per molti sketch dei Monty Python, incluso Anne Elk, e fu l'originatore dello sketch dei Python La morte di Mary, regina di Scozia. David fu uno di molti autori di A Liar's Biography, le memorie ufficiali di Chapman, e fu il co-sceneggiatore del film Barbagialla, il terrore dei sette mari e mezzo. Co-scrisse anche la serie televisiva Jake's Journey, ma non fu mai trasmessa.
Dopo la morte di Chapman, Sherlock ritornò nella sua vita privata, ma contribuì al libro The Pythons.
Fu incerta la notizia che Sherlock avesse rovesciato le ceneri di Chapman giù in un precipizio per celebrare il millennio. Un'altra diceria fu che Sherlock buttò le ceneri di Chapman sulla gente durante il venticinquesimo anniversario dei Monty Python a Los Angeles.
Sherlock alla fine sparse le ceneri di Chapman sul monte Snowdon, in Galles, il 18 giugno 2005.

## Filmografia

### Sceneggiatore
- Dottori in allegria (Doctor in the House, 1969)
- Doctor in Charge (1972)
- Barbagialla, il terrore dei sette mari e mezzo (Yellowbeard), regia di Mel Damski (1983)
- Jake's Journey (1988)

## Curiosità
- Graham Chapman e David Sherlock adottarono un figlio, John Tomizek, nel 1971.
- David Sherlock partecipò al film documentario Monty Python: Almost the Truth (The Lawyers Cut).